# Golfe d'Aigues-Mortes
Le Golfe d'Aigues Mortes est la partie la plus septentrionale du Golfe du Lion, généralement comprise entre la commune de Villeneuve-lès-Maguelone et la commune du Grau du Roi, à la pointe de l'Espiguette
Ce golfe, de petite dimension, borde le territoire des communes de Villeneuve-lès-Maguelone (dans sa partie orientale), Palavas-les-Flots, Mauguio (Carnon) et de La Grande-Motte, toutes les quatre situées dans le département de l'Hérault, ainsi que le territoire de la commune du Grau du Roi (jusqu'à la pointe de l'Espiguette), située dans le Gard.
Paradoxalement, son nom fait directement référence à l'ancien port royal d'Aigues-Mortes dont le territoire communal, aujourd'hui, ne borde pas le golfe; en fait ce golfe a reçu ce nom pour des raisons historiques. Aigues-Mortes fut le port où le roi Louis IX de France embarqua pour les croisades.

## Étymologie
Du nom de la commune d'Aigues-Mortes. Le nom d'Aquae Mortuae est cité lors de l'embarquement de Saint Louis en 1248 en ce lieu pour sa première croisade. Ce nom procède de l'occitan Aigas Mòrtas « eaux mortes », c'est-à-dire « eaux stagnantes », équivalent des types toponymiques de langue d'oïl « Morteau ».

## Géographie
Avec le golfe de Beauduc, situé plus à l'est, le golfe d'Aigues-Mortes marque la partie la plus septentrionale du golfe du Lion, vaste partie de la mer Méditerranée occidentale, et qui est lui même situé au nord de cet espace maritime.

## Climat
Présence d'un Climat méditerranéen dans son ensemble, cette partie du golfe du Lion présente localement des particularités météorologiques notamment dues à la présence d'un climat spécifiquement venteux, dont deux régimes de vents régionaux connus tels Le Mistral et la Tramontane.
Les vents marins, en provenance du large, qui sont souvent dénommés « vent d'autan » soufflent à l'opposé de la tramontane,. Il existe également L’argade qui est un vent de sud.

## Histoire
C’est à la fin du XVIe siècle que le Rhône, en pénétrant en torrent dans les eaux du Repausset, ouvre le grau qui marque le port du Grau-du-Roi. À partir de ce moment sont entreprises de longues séries de travaux pour maintenir cette ouverture sur la mer afin de préserver la navigation dans le port d’Aigues-Mortes, donnant ainsi son nom au golfe.

## Galerie

Quelques photos du golfe d'Aigues-Mortes
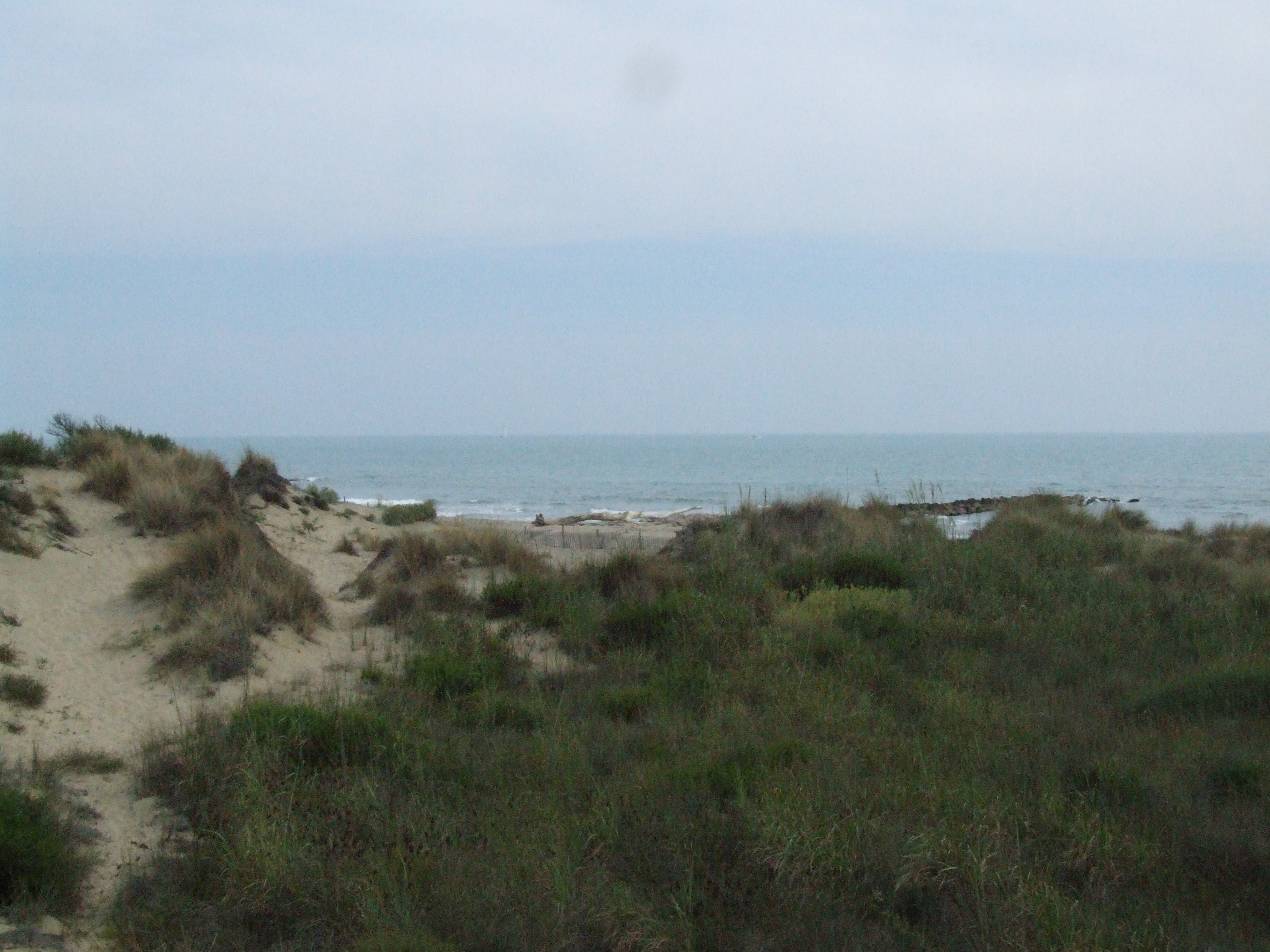
Le golfe à l'Espiguette
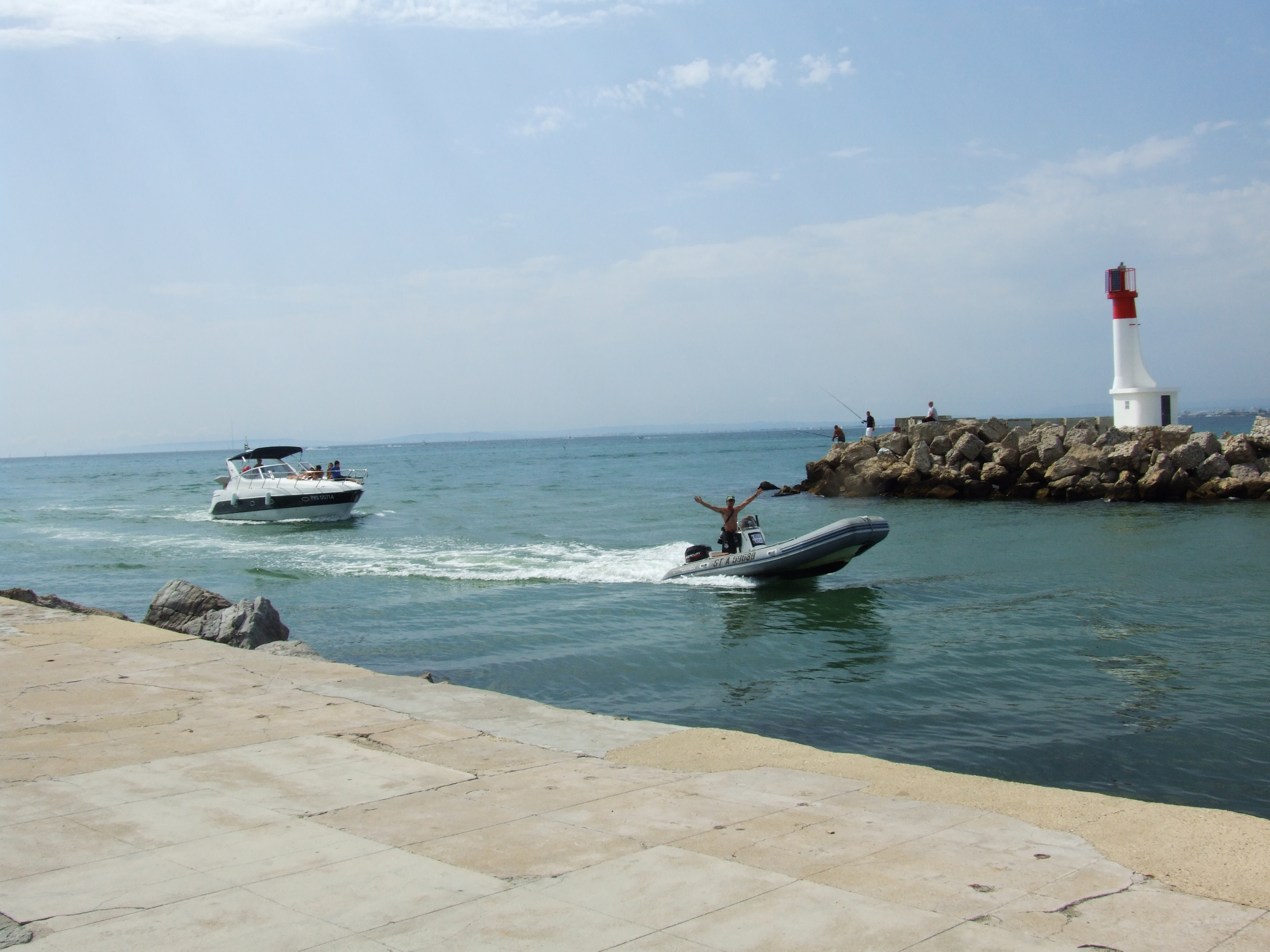
Le golfe au Grau-du-Roi
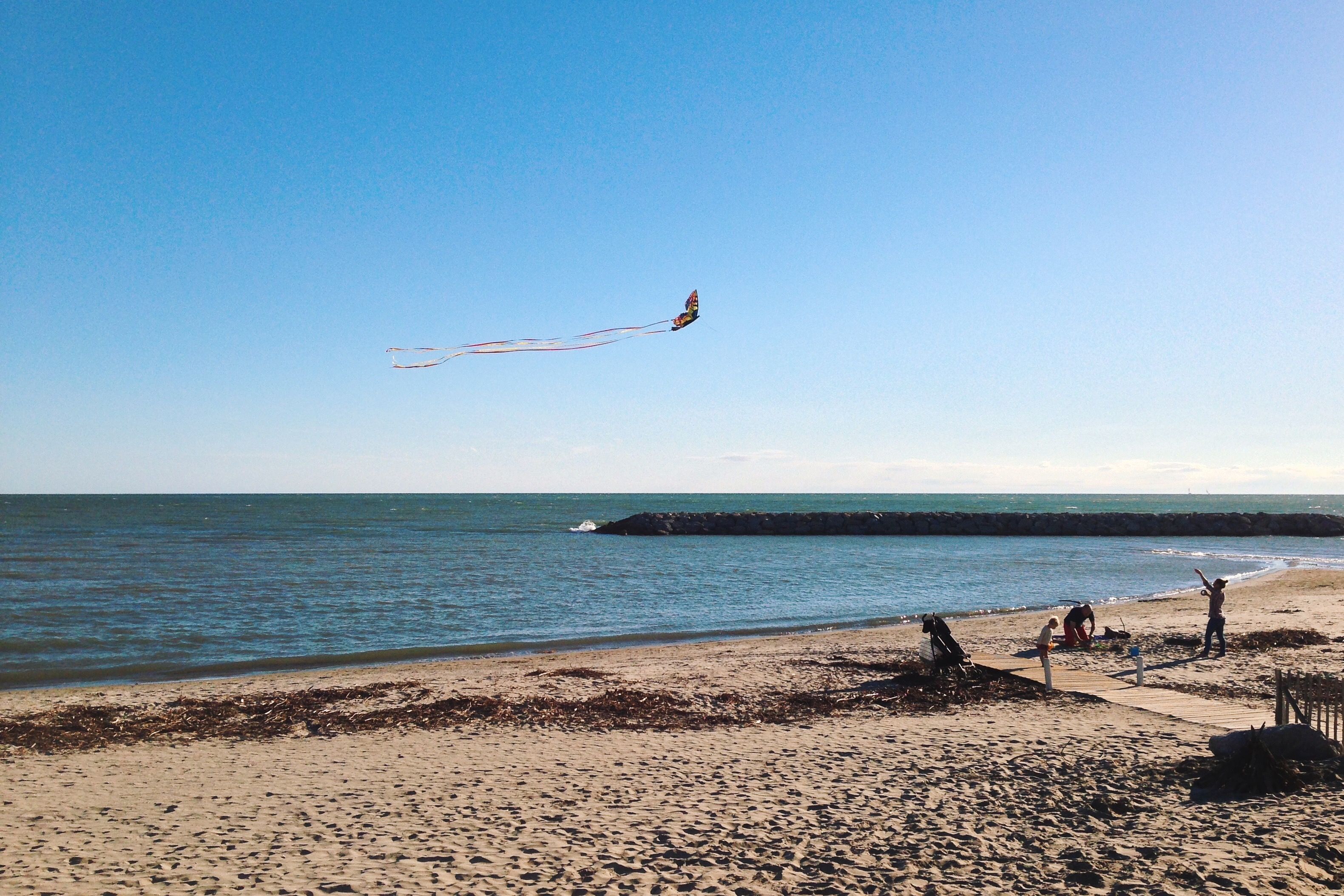
Le golfe à La Grande Motte
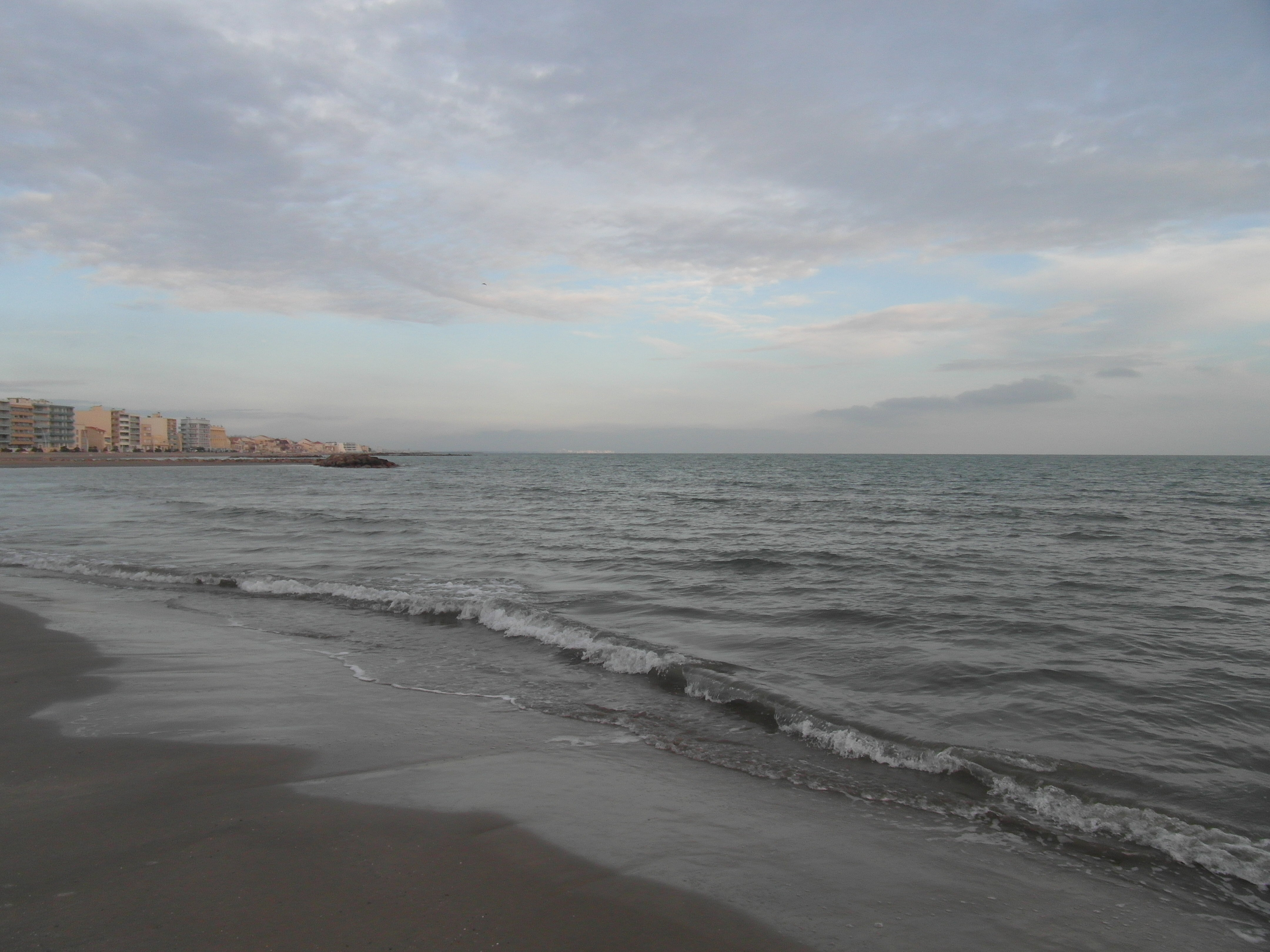
Le golfe à Palavas-les-flots